# 表情フィードバック仮説
表情フィードバック仮説（ひょうじょうフィードバックかせつ、英語: Facial feedback hypothesis）とは、表情が感情に直接影響を与えるという仮説である。

## 概要
チャールズ・ダーウィンとウィリアム・ジェームズの推測に根ざしており、具体的には、特定の感情に関連する顔面領域の生理的活性化が、そのような感情状態の誘発に直接的な効果を持ち、反対にその欠如や抑制は、対応する感情状態の抑制や欠如をもたらすという仮説である。
表情が調節にどの程度大きな役割を果たすかについては異なる見解が存在し、表情フィードバックが感情知覚の発生の決定的な要因であるとする「強い」仮説と表情が感情に影響を与える役割は限定的であるとする「弱い」仮説がある。これらに関して多くの研究が行われているが、弱いバージョンだけが実質的な支持を得ており、表情が感情体験にわずかながら有意な促進的影響を持つことが示唆されている。
また、表情フィードバックが感情状態の開始に不可欠ではないという証拠も示されている。顔面麻痺患者とそうでない参加者を比較した研究において、感情体験が顔面麻痺患者の表情の欠如によって有意に異ならないことが見出されている。

## 歴史
チャールズ・ダーウィンは、感情による生理的変化がその感情に直接的な影響を与えると最初に示唆した人物の一人であり、以下のように述べている。
「感情の外的な兆候による自由な表現は、それを強める。一方、可能な限りすべての外的な兆候の抑制は、私たちの感情を和らげる…。感情の模倣でさえ、それを私たちの心に呼び起こす傾向がある:366。」
これに続き、1880年代中ごろ、アメリカ合衆国の心理学者ウィリアム・ジェームズ（関連するジェームズランゲ理論の主要な貢献者でもある）は、人は「感情状態が筋肉の表現をもたらすという一般的な信念とは異なり、刺激によって活性化された固有感覚こそが感情である」と提案した:449。すなわち、『「悲しいから泣く」のではなく「泣くから悲しい」』という仮説である。
この時期、表情フィードバック仮説は、動物行動に関する限られた研究や感情機能が重度に損なわれた人々の研究を除いて、証拠が不足していた。ダーウィンがこのテーマを最初に提唱してからほぼ1世紀後の1970年代後半から1980年代にかけて、ようやく正式な研究が一般的に行われるようになった。さらに、「表情フィードバック仮説」という用語は1980年頃まで使用されず、この仮説の初期の定義としては「表情からの骨格筋のフィードバックが感情体験と行動の調節に因果的な役割を果たす」というものがあった。

## 実験的評価と再現性
特定の顔面筋のみを用いた「純粋に物理的な顔面変化」が感情を引き起こすことができるという理論について明確な評価を行うため、Strack、Martin、Stepper（1988年）は、参加者が対応する感情や研究者の真の動機を察知することなく、望ましい顔面姿勢を取るためのカバーストーリーとなる実験設定を考案した。手や腕を使わずに特定の作業を完了することの困難さを調べる研究であると告げられた参加者は、ペンを口に2つの方法のいずれかで咥えた。「唇位置」では口輪筋が収縮し、しかめっ面となる。「歯位置」では大頬骨筋または笑筋が働き、微笑みの表情となる。対照群は利き手でない手でペンを保持した。すべての参加者はその姿勢のままアンケートに回答し、困難度を評価した。試験の真の目的である最後の課題は、漫画の面白さの主観的評価であった。この試験は、模倣、偽装、誇張すべき感情状態が存在しない点で従来の方法とは異なっていた。
結果は、仮説通り、歯位置の参加者は唇位置の参加者よりも有意に高く面白さを過大に評価した。カバーストーリーとなる実験設定と手順は、疑念を起こさせることなく必要な筋収縮を引き起こし、「顔面動作の認知的解釈」を避け、要求効果や順序効果を大幅に回避することに成功した。一方で、歯でペンを保持する場合と比較して、唇でペンを保持する場合により多くの労力が必要である可能性が提案された。
この労力の問題を回避するため、Zajonc、Murphy、Inglehart（1989年）は被験者に異なる母音を繰り返し発音させ、例えば「あー」音で微笑みを、「うー」音でしかめっ面を引き起こし、再び表情フィードバックの測定可能な効果を発見した。微笑み母音の儀式的な詠唱は、しかめっ面母音の詠唱よりも快適であることが判明しており、これは宗教的なマントラの伝統において微笑み母音が比較的多く用いられる理由を説明している可能性がある。
しかし、これらの発見の再現性に対する疑念が2016年に表明された。Eric-Jan Wagenmakersによって調整され、17の研究室で実施された1988年のオリジナルの実験の一連の再現実験において、表情フィードバックの系統的効果が確認されなかった。その後のNoahらによる分析では、再現実験における系統的効果の欠如の理由として、1988年の実験との方法論上の相違が提案された。
総合的に、表情フィードバック仮説に関連する多くの方法論的問題は、ダーウィンの仮説(「弱い」仮説)を支持する方向で解決されていると考えられており、感情に対する表情フィードバックの限られた有意な効果は、身体活動が感情に及ぼす影響の「複数の、相互に、排他的でない、妥当なメカニズム」に関する新たな研究へ示唆を与えている。138の研究を対象とした2019年のメタ分析では、小さいながらも有意な効果が確認された。